# Kappa Centauri
Kappa Centauri (κ Cen, κ Centauri) é um sistema estelar triplo na constelação de Centaurus. Com uma magnitude aparente visual de 3,13, é visível a olho nu mesmo em áreas com bastante poluição luminosa. Medições de paralaxe indicam que está a uma distância de aproximadamente 380 anos-luz (118 parsecs) da Terra.
O componente primário do sistema Kappa Centauri, com uma magnitude aparente de 3,34, é classificado como uma estrela subgigante de classe B com um tipo espectral de B2IV, apesar de, a uma idade de 18,2 milhões de anos, ainda estar na sequência principal, tendo completado 64% de seu período evolucionário nessa fase. Possui uma massa de 7,83 vezes a massa solar, raio de 4,4 vezes o raio solar e está brilhando com 2 500 vezes a luminosidade solar. Sua atmosfera irradia essa energia a uma temperatura efetiva de 19 800 K, dando à estrela a coloração azul-branca típica de estrelas de classe B. É uma possível estrela variável do tipo Beta Cephei, fazendo a magnitude do sistema variar entre 3,13 e 3,14.
O componente secundário do sistema está separado do primário por 0,128 segundos de arco, a um ângulo de posição de 156°. É uma estrela de magnitude 4,71 com uma massa de 5,33 vezes a solar. As duas estrelas levam cerca de 19 anos para completar uma órbita. A uma separação angular de 3,9 segundos de arco está a terceira estrela do sistema, de magnitude 11,5, que leva 3 500 anos para orbitar o par central.
O sistema é membro do subgrupo Centaurus Superior-Lupus da associação Scorpius–Centaurus, a associação OB mais próxima do Sol.
Em chinês, 騎官 (Qí Guān), o que significa Guardas Imperiais, refere-se a uma asterismo consistindo de κ Centauri, γ Lupi, δ Lupi, β Lupi, λ Lupi, ε Lupi, μ Lup, π Lupi, ο Lupi e α Lupi. Consequentemente, κ Centauri em si é conhecida como 騎官三 (Qí Guān sān, em português:  a Terceira Estrela das Guardas Imperiais.). A partir desse nome chinês surgiu a designação Ke Kwan usada para esta estrela.